# Khvomeh-ye Bālā
Khvomeh-ye Bālā (persiska: خُمِۀ بالا, خُومبِ بالا, خُمِۀ عُليا, خُمِه بالا, خُمِه اُليَ, Khomeh-ye Bālā, خومه بالا) är en ort i Iran.   Den ligger i provinsen Lorestan, i den centrala delen av landet, 290 km sydväst om huvudstaden Teheran. Khvomeh-ye Bālā ligger 2 155 meter över havet och antalet invånare är 755.
Terrängen runt Khvomeh-ye Bālā är kuperad.Runt Khvomeh-ye Bālā är det ganska glesbefolkat, med 29 invånare per kvadratkilometer. Närmaste större samhälle är Alīgūdarz, 9,8 km söder om Khvomeh-ye Bālā. Trakten runt Khvomeh-ye Bālā består i huvudsak av gräsmarker.